# Arie Schans
Arie Schans (født 12. december 1952) er en tidligere nederlandsk fodboldspiller og træner.